# Orimarga punctipennis
Orimarga punctipennis är en tvåvingeart som beskrevs av Alexander 1914. Orimarga punctipennis ingår i släktet Orimarga och familjen småharkrankar.
Artens utbredningsområde är Guyana. Inga underarter finns listade i Catalogue of Life.